# McGehee (Arkansas)
McGehee é uma cidade localizada no estado americano de Arkansas, no Condado de Desha.

## Demografia
Segundo o censo americano de 2000, a sua população era de 4 570 habitantes.
Em 2006, foi estimada uma população de 4 159, um decréscimo de 411 (-9.0%).

## Geografia
De acordo com o United States Census Bureau, a localidade tem uma área de 16,6 km², sem área coberta por água.

## Localidades na vizinhança
O diagrama seguinte representa as localidades num raio de 32 km ao redor de McGehee.